# Казандрино
Казандрино (итал. Casandrino) је насеље у Италији у округу Напуљ, региону Кампанија.
Према процени из 2011. у насељу је живело 13179 становника. Насеље се налази на надморској висини од 69 м.

## Становништво
| 1931. | 1936. | 1951. | 1961. | 1971. | 1981. | 1991.  | 2001.  | 2011.  |
| ----- | ----- | ----- | ----- | ----- | ----- | ------ | ------ | ------ |
| 3.457 | 3.783 | 4.665 | 5.369 | 6.314 | 9.148 | 11.617 | 13.245 | 13.295 |